# Encomienda
 (avril 2023).
Si vous disposez d'ouvrages ou d'articles de référence ou si vous connaissez des sites web de qualité traitant du thème abordé ici, merci de compléter l'article en donnant les références utiles à sa vérifiabilité et en les liant à la section « Notes et références ».

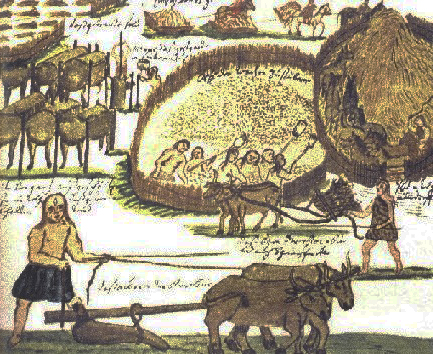
Encomienda d'indigènes dans le Tucumán, en Argentine.

L′encomienda était un système proche du servage médiéval, qui a été utilisé dans les colonies de l'Empire espagnol pour récompenser les conquistadors par les bénéfices du travail forcé des peuples autochtones non chrétiens conquis.
L'encomienda a été établie pour la première fois en Espagne après la reconquête chrétienne des territoires maures (connue par les chrétiens sous le nom de Reconquista), et elle a été appliquée à plus grande échelle lors de la colonisation espagnole de l'Amérique et des Indes orientales espagnoles. Les peuples conquis étaient considérés comme des vassaux du monarque espagnol. La Couronne accordait une encomienda à un individu particulier. À l'époque de la conquête, au début du XVIe siècle, les concessions étaient considérées comme un monopole sur le travail de certains groupes de peuples indigènes, détenu à perpétuité par le détenteur de la concession, appelé « encomendero », colon ainsi récompensé de ses services par la monarchie espagnole ; dans la pratique, celui-ci disposait librement des terres des autochtones, bien qu'elles appartiennent toujours à la Couronne.  ; l'encomienda prenait alors la forme d'un regroupement, sur un territoire donné, d'autochtones « confiés » (« encomendados ») à l'« encomendero », c'est-à-dire obligés de travailler sans rétribution dans des mines, des champs ou sur des chantiers de construction. Hernán Cortés précise que « [t]out Indien insoumis était cependant durement traité. […] tout Indien qui avait tué un Espagnol, toute population qui ne se laissait pas "pacifier", c'est-à-dire qui ne se soumettait pas au pouvoir espagnol et qui n'abandonnait pas ses croyances étaient réduits en esclavage ». En théorie, les travailleurs recevaient des avantages de la part des conquérants pour lesquels ils travaillaient, notamment la protection militaire et l'éducation, religieuse en particulier dans le cadre de l'évangélisation.
À partir des Lois Nouvelles de 1542, l'encomienda prenait fin à la mort de l'encomendero pour être remplacée par le « repartimiento ». Néanmoins, la tentative de mise en application de ces dernières provoque un soulèvement des encomenderos entre 1544 et 1548, menés par Gonzalo Pizarro. Pour rétablir son contrôle sur la région, Charles Quint se résolut à rétablir l’encomienda, qui se généralise pendant deux siècles avant d'être finalement abolie en 1791.

## Contexte

### Hispaniola (1492-1511)
En octobre 1492, Christophe Colomb « découvre l'Amérique », c'est-à-dire qu'il atteint l'île d'Hispaniola (Saint-Domingue) dans les Caraïbes, pour le compte des Rois catholiques. Il croit du reste avoir atteint « les Indes » (l'Asie orientale).
Hispaniola est pendant dix-neuf ans le seul territoire colonisé par les Espagnols dans ce qu'ils appellent le nouveau monde, d'abord sous la direction de Colomb (1494-1500), puis sans lui (mais avec son fils Diego à partir de 1509). Colomb détient en effet, par les capitulations de Santa Fe (avril 1492), les titres d'amiral (sur mer) et de vice-roi des Indes et de gouverneur (sur terre) ainsi que le droit à 10 % des richesses, le reste revenant à la couronne de Castille. Les autres Espagnols reçoivent une solde payée par la couronne. Très vite, ce statut pose un problème, car beaucoup d'entre eux sont venus pour avoir une part des richesses escomptées (d'ailleurs pas très abondantes à Hispaniola).

#### Le gouvernorat de Christophe Colomb (1492-1500)
Le premier voyage (août 1492-janvier 1493), avec 90 hommes, ne donne lieu à aucune installation. Le second qui débute en septembre 1493, avec 1 500 hommes, voit le début de la colonisation. Colomb fonde une ville, La Isabela (janvier 1494), puis part pour une exploration de Cuba et de la Jamaïque (mars à septembre), laissant le gouvernorat à son frère Giacomo. En juin 1494, un convoi de ravitaillement amène à Hispaniola un autre frère, Bartolomeo.
La recherche de l'or réclamait une importante main d'œuvre pour l'orpaillage. À partir de 1495, le fait d'imposer un tribut en métal précieux aux Arawaks donna une base juridique aux exigences de la colonisation. Les autochtones n'ayant pas d'or durent pratiquer l'orpaillage.
Hispaniola est dès lors dirigée par les frères Colomb, ce qui est mal accepté par d'autres officiers espagnols, dont plusieurs repartent en Espagne (Pedro Margarit, notamment). Colomb, objet de dénonciations diverses à la cour, est convoqué en mars 1496 et, après s'être disculpé, revient seulement en août 1498 à Hispaniola, où Diego et Giacomo Colomb font face à la rébellion d'une partie des Espagnols. Les premières répartitions de terres ont lieu en l'absence de Christophe Colomb, qui en accepte le principe en 1498. La situation n'est pas rétablie par l'arrivée de Colomb. En 1500, les Rois catholiques envoient un enquêteur qui décide l'arrestation des frères Colomb et leur renvoi en Espagne. Ils sont assez rapidement libérés, mais Colomb perd ses titres de vice-roi et de gouverneur, ainsi que sa part des richesses. Il n'est plus qu'amiral, ce qui lui permet un quatrième voyage d'exploration (1502-1504), sans qu'il intervienne à Hispaniola.

#### Les gouverneurs de 1500 à 1511
La Couronne ratifie l'état de fait en 1503 : les colons imposent leur choix ; les premiers bénéficiaires réduisent les autochtones non pas à l'esclavage, sort qui sera plus tard réservé aux Africains, mais au travail forcé.
Les autochtones, dans la mesure du possible, cherchèrent à fuir les mines et les champs car leurs conditions de travail étaient très difficiles et ils subissaient de mauvais traitements. Ceux-ci firent l'objet de critiques au sein même de la population des colons.

### Cuba et les autres conquêtes (à partir de 1511)
En 1511, les premiers conquistadors prennent le contrôle de Cuba. En 1521 commence la conquête du Mexique et en 1532 celle de l'empire inca.

## Histoire de l'encomienda
L'encomienda a été établie pour la première fois en Espagne après la reconquête chrétienne des territoires maures (connue par les chrétiens sous le nom de Reconquista), et elle a été appliquée à plus grande échelle lors de la colonisation espagnole de l'Amérique et des Indes orientales espagnoles.

### Création pendant la Reconquista
Le système a été créé au Moyen Âge pendant la Reconquista. Il a joué un rôle essentiel dans le repeuplement et la protection des terres frontalières entre les royaumes chrétiens et les territoires musulmans en Espagne. Ce système a vu le jour afin de récompenser les soldats et les investisseurs financiers par le travail et les tributs de la part des Maures, avant la conversion forcée des musulmans qui ne se sont pas exilés après la prise de Grenade. L'encomienda établissait un système similaire à une relation féodale, dans lequel la protection militaire était échangée contre certains tributs ou un travail spécifique. Ce système était particulièrement répandu parmi les ordres militaires chargés de protéger les zones frontalières. Le roi l'attribuait directement ou indirectement, en garantissant l'équité de l'accord et en intervenant militairement en cas d'abus.

### En Amérique
C'est Nicolás de Ovando qui a commencé à répartir les « Indiens » en Amérique selon le système de l'encomienda à partir de 1504.

### Législations royales sur la question (à partir de 1512)
En Espagne, diverses tentatives de réformes visant à réglementer l'action des colons, renforcer l'autorité de la couronne et préserver certains droits aux autochtones ont été menées.
En 1512, sous la pression de l'Église catholique romaine, Ferdinand II d'Aragon promulgue les lois de Burgos qui sont une première tentative qui s'avère peu fructueuse.

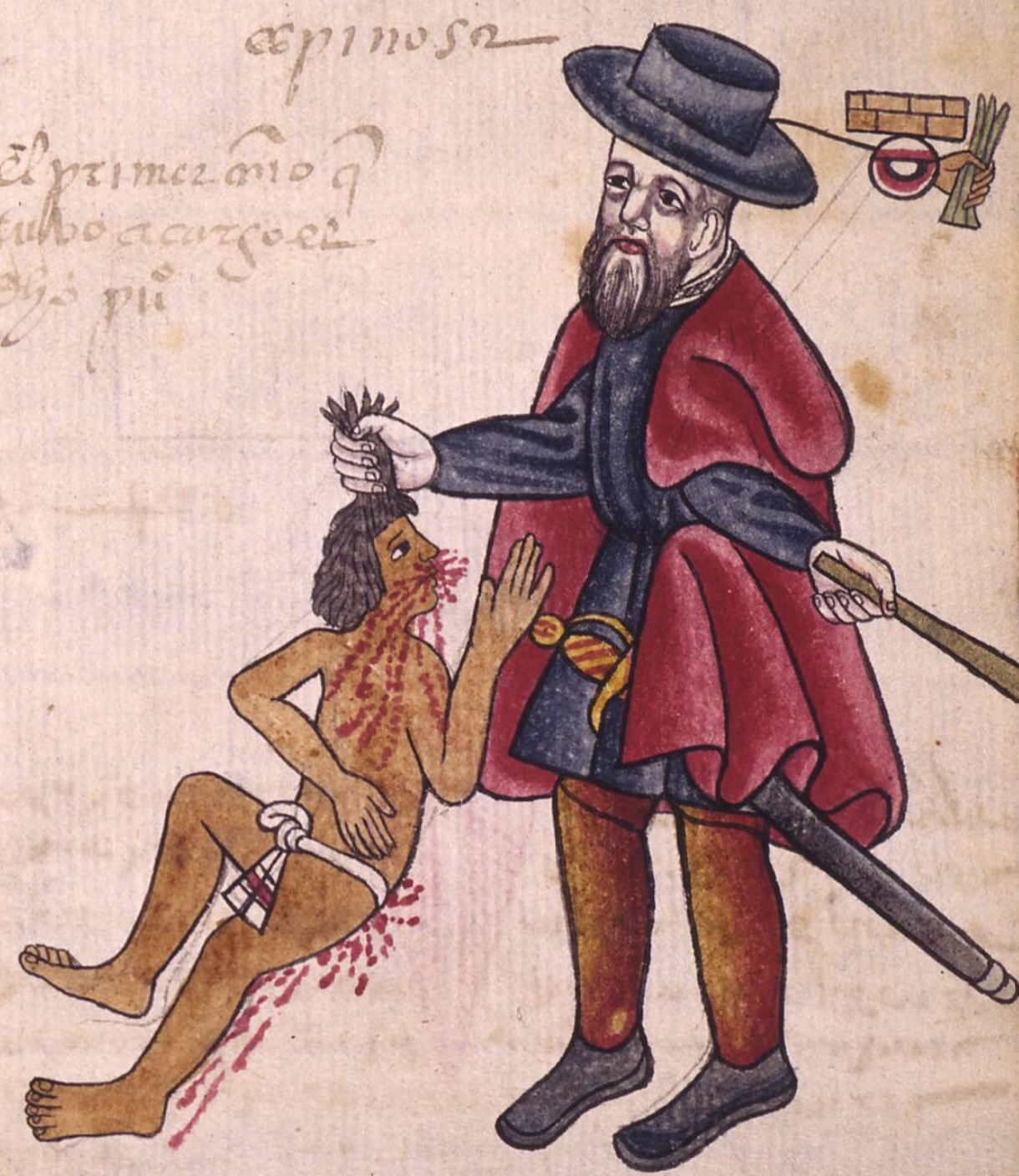
Un autochtone mexicain subissant les mauvais traitements de son encomendero. Illustration extraite du Codex Tepetlaoztoc.

Vers le milieu du siècle, la lutte engagée par le dominicain Bartolomé de Las Casas pour défendre les autochtones et dénoncer des excès commis par les colons espagnols en Amérique (Brevísima relación de la destrucción de las Indias) et la promulgation des Leyes Nuevas de Indias (1542) donnent lieu à la controverse de Valladolid (1550-1551). Ces lois modifient le système des encomiendas en un système nommé repartimiento avec pour but de mettre fin à l'exploitation des autochtones. Elles interdisent l'utilisation de toute forme de punitions à l'encontre des autochtones, régulent leurs heures de travail, leurs paies, leur hygiène et leur santé et les contraignent à être catéchisés.
Néanmoins, la tentative de mise en application de ces dernières provoque un soulèvement des encomenderos entre 1544 et 1548, menés par Gonzalo Pizarro. Pour rétablir son contrôle sur la région, Charles Quint se résolut à rétablir l’encomienda. Le phénomène se généralise au XVIIe siècle et détourne à son profit une bonne partie de la population qui se consacrait à la polyculture.
Les cultures, surtout de manioc, se répartissent alors sur de petits champs autour des villages et exigent des soins constants. Les Espagnols n'apprécient pas le manioc et décident donc d'importer d'Europe des produits alimentaires (vin, blé, animaux). De plus, ils acclimatent sur le sol de Saint-Domingue du bétail, notamment des ovins, qui prolifèrent et dévastent la polyculture locale. On assiste alors à un déclin des cultures vivrières. Une chute brutale de la population des Arawaks s'ensuit.
Le système d'encomienda en Amérique espagnole différait de l'institution péninsulaire. Les encomenderos ne possédaient pas les terres sur lesquelles vivaient les indigènes. Le système n'impliquait aucun droit foncier direct de la part de l'encomendero ; les terres indigènes devaient rester la propriété de leurs communautés. Ce droit était formellement protégé par la couronne de Castille, car les droits d'administration dans le Nouveau Monde appartenaient à cette couronne et non à l'ensemble des monarques catholiques.
Avec l'épuisement des ressources minières l'encomienda s'est peu à peu transformée pour ne reposer plus que sur l'agriculture, aboutissant à une concentration des propriétés terriennes en haciendas, qui caractérisent encore au XXIe siècle dans une large mesure le profil territorial agricole de nombreux pays d'Amérique hispanique.
L’encomienda est officiellement abolie en 1791.